# 徐世榮
徐世榮（1962年－），中華民國（臺灣）地政學者、社運人士，畢業於美國德拉威爾大學博士，現任時代力量仲裁委員、國立政治大學第三部門研究中心主任、台灣土地正義行動聯盟榮譽理事長、東吳大學政治系兼任教授，曾任國立政治大學校長郭明政辦公室特助、國立政治大學地政系主任、臺灣第三部門學會理事長、臺灣農村陣線理事長，長期關注「土地正義」議題，認為人權優先於經濟，因此要反對不正義的國家重大建設。

## 立場
徐世榮曾撰文指出：公共建設以經濟、工程掛帥，排除正義、環保、人權、土地認同，因而他要抵制國家重大建設。
徐世榮抵制的國家大型建設包括機場、鐵路、國民學校、科學園區等，多以「浮濫徵收」、「土地正義」、「保障人權」為名要求中止土地徵收。徐世榮曾因指控中文維基百科有網軍運作，以及指控桃園機場北跑道整修是「刻意要造成出國民眾的不便，為航空城第三跑道興建創造利多」……等，引發諸多爭議言論。
徐也曾涉入新聞自主事件，要求公視下架與自己不同觀點的節目。公視為此撰文抨擊「公共政策居然只有明星教授與強勢社運團體能出聲詮釋」。

## 爭議言論
徐世榮常投書媒體，並以facebook等平台，將各種事件（包括空難、增設學校）掛勾土地議題，再予以批判。但許多指控，常引發輿論爭議：
- 桃園機場在2015年3月，關閉北跑道進行整修。徐世榮指控政府「『刻意』要造成出國民眾的不便，為航空城第三跑道興建創造利多」。
- 曾指控是因復興航空需要，而興建第三跑道[2][3]，但隨即遭興航否認[4]，而興航也於2016年正式倒閉。
- 在facebook撰文批評臺南市永康區增設鹽行國中是「浮濫徵地」[5]。結果引起在地居民、議員強烈反彈，批評徐是「北部人根本不了解在地需求」[6]。
- 復興航空空難造成43死17傷。徐世榮在事故同日，率先撰文反對松山機場遷移，認為有人藉死傷者的不幸，炒作機場遷址話題。文中試圖將空難與桃園航空城議題掛鉤，稱後者「也是一個大災難」[7]。
- 批評臺北人廢除松山機場「自私」，認為這是將台北不要的東西，強加在桃園人身上。並將松山機場遷址的問題，再次與桃園航空城議題掛鉤，認為後者居民剝奪人權[8]。
- 認為臺南不需鐵路地下化，「保有傳統古都味，不但驕傲、也保障人權[9]」。
- 2017年6月，透過facebook發表言論，反對政府在中南部推動軌道建設，認為中南部騎機車就好，蓋捷運只會帶來高房價[10]。
- 支持「桃園地鐵促進會」之桃園鐵路高架化改為地下化訴求。據桃市府評估，地下化費用較高架化增加892億元，徵地面積增加1.69公頃，多拆遷126棟建築，通車日期延後10年[11]。
- 指控維基百科內容「關於台南鐵路地下化部分幾乎全部都是誤導」。指出維基被臺南市長賴清德及其網軍操控。
- 2016年臺北市政府利用i-Voting，讓社子島居民決定3個開發案或是不開發。徐世榮先在facebook撰文批評市府不應該有「不開發」的選項，後又批評「3開發案是少數菁英決策，不符民主常態」[12]。

另也曾涉入干預媒體的風波：
- 2014年11月19日，公共電視台節目《獨立特派員》播出專題《台南．停看聽》討論此議題，但遭力挺自救會的政大教授徐世榮指控內容「偏頗」。公共電視台則在官方facebook上發布聲明，表示該節目遭到「強勢社運團體」施壓下架干預新聞自主，並批評公共政策「居然只有明星教授與強勢社運團體能出聲詮釋」，並諷刺為「民主台灣的奇蹟」[13]。

## 參與活動
- 臺北松山機場遷址
- 大埔事件
- 桃園航空城
- 臺南市區鐵路地下化計畫
- 中部科學園區臺積電擴廠案
- 社子島開發案
- 青鳥行動

2016年1月14日，徐世榮披露，時代力量曾邀請他名列全國不分區立法委員第一位，他以從政不在他的人生規劃中為由婉拒，當時《台灣蘋果日報》【司馬觀點】專欄作家江春男也在場；本月江春男卻在【司馬觀點】不斷拉抬時代力量、貶抑綠黨社會民主黨聯盟，這不是挾媒體公器所應該做的事情，也嚴重降低江春男身為台灣民主前輩的身分與格調。
2016年4月25日，準行政院政務委員張景森在facebook發文指文林苑王家等人的抗爭是「史上最kuso的一場社會運動」，指文林苑王家在抗爭後拿到五戶房子，還用粗話嘲諷聲援王家的青年「真可憐」；雖然張景森不到半小時火速刪文，但仍引發各界批判，與張景森有私交的徐世榮更在facebook與張景森大打筆戰。
2016年8月9日，中華民國內政部都市計畫委員會開會討論臺南市區鐵路地下化計畫，由內政部次長花敬群主持；反台南鐵路東移全線自救聯合會前往會場門口抗議，經協調進入會場。自救會在會場全程沉默，戴上打「×」的口罩，手舉「召開行政聽證」標語，靜坐抗議內政部不召開南鐵案聽證會；最後徐世榮代表自救會發言，徐世榮說，他們知道說破了嘴也沒有用，故決定讓民進黨政府創下內政部都委會最安靜、最順利、最沒有雜音的一次會議。
2016年9月5日，超過40個反迫遷團體及各地居民自救會聚集於臺北市凱達格蘭大道前抗議，惜根台灣協會、反迫遷連線、台灣人權促進會、經濟民主連合等民間團體代表各地居民提出反迫遷土地正義五大訴求，要求中華民國總統蔡英文應在本月25日前回應迫遷受害者訴求，否則將串連各地自救會重返凱達格蘭大道討回土地正義；時任惜根台灣協會理事長的徐世榮抨擊，「民進黨新政府」蔡英文政府已經變成新壓迫者，「新政府要求轉型正義，不要只是針對不當黨產，必須是現在進行式」。
2016年9月11日，徐世榮諷刺，民進黨及其政治人物在野時大聲倡導「惡法非法」，掌權之後卻翻臉改口「惡法亦法」、「依法行政」，違背當初自己所追求的目標，原因很簡單：「你還認識那個選前口口聲聲說要追求民主、自由、公義及人權的民進黨嗎？他們掌權了；過往國民黨所遺留下來的戒嚴威權體制，剛好可以讓他們更快速地實現台獨的目的」。
2016年9月22日，反迫遷團體前往行政院前抗議，民進黨完全執政以後，迫遷及強拆仍持續發生，不符合民進黨完全執政以前所作的「改變」承諾。徐世榮怒批，民進黨在意的轉型正義只有追查不當黨產而已，追求轉型正義儼然變成追求民進黨的一黨私利，對眼前亟需轉型正義平反的被迫遷戶視而不見，「轉型正義應該是全民的、而不是一個黨的」。
2016年9月25日，63個反迫遷團體發動「925土地正義重返凱道」定點抗議行動，聚集於臺北市凱達格蘭大道前抗議，要求蔡英文承諾給他們一個無迫遷、能安心居住的家園。反迫遷團體指出，蔡英文政府應該提出一套具體作法協調中央與地方政府暫停有疑慮的個案，但在目前內政部的回應中並沒有看到這一點。蔡英文未接見反迫遷團體。徐世榮揚言，本次行動只是抗爭的開始，未來全台各地反迫遷團體的抗爭將會延燒到所有相關的政府機關。
2016年10月6日，民進黨立法委員林淑芬在審議一例一休法案時，只簽到出席，隨即離開；《自由時報》記者曾韋禎隨即在facebook撰文，批評林淑芬「雙面人」，並公開林淑芬兩名未成年子女的名字；其後在林淑芬抗議下，曾韋禎把文中的兩名子女名字隱藏，隨後向林淑芬道歉。2016年10月7日，《自由時報》電子報版首頁右側發布聲明稿譴責曾韋禎，「對其個人行為，本報編輯部向林淑芬委員鄭重致歉」；徐世榮則在facebook宣布已經取消訂閱《自由時報》，並註明「請《自由時報》不要再送報紙給我了，因為我真的不想再看到一份完全缺乏專業倫理道德的報紙」。徐世榮因反對臺南鐵路地下化東移，在網路上曾經多次遭曾韋禎叫囂「為什麼不去自殺」。
2017年4月26日，立法院初審《前瞻基礎建設特別條例草案》，召集委員邱議瑩花了20分鐘宣讀條文後問「有無異議」，民進黨立委集體回答「無異議」，邱議瑩迅速宣布完成初審。同日下午，徐世榮批評本次初審「不合理、不民主、不尊重基本人權」，立刻與其支持者至民進黨中央黨部前靜坐抗議，要求立法院將草案退回行政院重新擬定。徐世榮抨擊，立法院內的審查過程缺乏正當行政程序與充分的公民參與，使前瞻基礎建設計畫變成利益掛帥的「錢沾計畫」；民進黨強硬通過初審的行為毫無民主可言，蔡英文當初說可以跟她「拍桌子溝通」的說法是欺騙社會大眾。
2018年6月24日，反台南鐵路東移全線自救聯合會、大觀事件自救會等23個反迫遷團體宣布成立台灣土地正義行動聯盟，榮譽理事長為徐世榮。
2022年5月16日，徐世榮批評，民進黨口口聲聲說愛台灣、認同本土，卻要把台灣人「連根拔起」，讓台灣從北到南的迫遷案都層出不窮。
2024年參與青鳥行動，並於5月24日上台發言，要求藍白兩黨履行程序正義。也提及「當獨裁成為事實，革命就是義務」「不履行正當行政程序，就是獨裁的政權」。

## 著作
- 徐世榮著，《加拿大土地政策》（台北：中國地政研究所，1996年）
- 徐世榮著，《土地政策之政治經濟分析：地政學術之補充論述》（台北：正揚出版社，2001年）
- 徐世榮著，張雅綿整理：《土地正義：從土地改革到土地徵收，一段被掩蓋、一再上演的歷史》（台北：遠足文化，2016年）

## 外部連結
- 官方网站 （繁體中文）
- 徐世榮的Facebook專頁 （繁體中文）